# ATP-seizoen 2020
Het ATP-seizoen in 2020 bestond uit de internationale tennistoernooien, die door de ATP en ITF werden georganiseerd in het kalenderjaar 2020.
Het speelschema omvatte:
- 64 ATP-toernooien, bestaande uit de categorieën:
  - ATP Tour Masters 1000: 9
  - ATP Tour 500: 13
  - ATP Tour 250: 38
  - ATP Finals: eindejaarstoernooi voor de 8 beste tennissers/dubbelteams.
  - Next Generation ATP Finals: eindejaarstoernooi voor de 7 beste tennissers jonger dan 21 jaar (+ 1 wildcard), geen ATP-punten;
  - ATP Cup: landenwedstrijd
  - Laver Cup: continententoernooi tussen Team Europa en Team Wereld, geen ATP-punten.
- 6 ITF-toernooien, bestaande uit de:
  - 4 grandslamtoernooien;
  - Davis Cup: landenteamtoernooi, geen ATP-punten;
  - Olympische Spelen, geen ATP-punten;

## Verschillen met vorig jaar

### Toernooiwijzigingen oorspronkelijke kalender
- De ATP lanceerde de ATP Cup als landenwedstrijd en tegenhanger van de door de ITF georganiseerde Davis Cup. De Hopman Cup, het ATP-toernooi van Brisbane en het ATP-toernooi van Sydney kwamen hierdoor te vervallen.
- Het ATP-toernooi van Adelaide (hardcourt) verving het ATP-toernooi van Brisbane (hardcourt).
- Het ATP-toernooi van Santiago (gravel) verving het ATP-toernooi van São Paulo (gravel).
- Het ATP-toernooi van Mallorca (gras) verving het ATP-toernooi van Antalya (gras).
- Dit seizoen zouden de Olympische Zomerspelen plaatsvinden in Tokio. Deze werd echter verplaats naar 2021 vanwege de coronapandemie

## Speelschema

### Legenda
| Grand Slams           |
| Olympische Spelen     |
| ATP Tour Finals       |
| ATP Tour Masters 1000 |
| ATP Tour 500          |
| ATP Tour 250          |
| Toernooien voor teams |

Codering
De codering voor het aantal deelnemers.
128S/128Q/64D/32X
- 128 deelnemers aan hoofdtoernooi (S)
- 128 aan het kwalificatietoernooi (Q)
- 64 koppels in het dubbelspel (D)
- 32 koppels in het gemengd dubbelspel (X)

Alle toernooien worden in principe buiten gespeeld, tenzij anders vermeld.
RR = groepswedstrijden, (i) = indoor

### Januari
| Toernooistart         | Toernooi                                                                                    | Winnaar(s)                       | Finalist(en)                       | Uitslag finale          | Details |
| --------------------- | ------------------------------------------------------------------------------------------- | -------------------------------- | ---------------------------------- | ----------------------- | ------- |
| 6 januari             | ATP Cup Australië teamcompetitie $ 15.000.000 - hardcourt - 24 teams                        | Servië                           | Spanje                             | 2-1                     | Details |
| 6 januari             | Qatar ExxonMobil Open Doha, Qatar ATP Tour 250 $ 1.325.200 - hardcourt - 28S/16Q/16D        | Andrej Roebljov                  | Corentin Moutet                    | 6-2, 7-6(3)             | Details |
| 6 januari             | Qatar ExxonMobil Open Doha, Qatar ATP Tour 250 $ 1.325.200 - hardcourt - 28S/16Q/16D        | Rohan Bopanna Wesley Koolhof     | Luke Bambridge Santiago González   | 3-6, 6-2, [10-6]        | Details |
| 13 januari            | Adelaide International Adelaide, Australië ATP Tour 250 $ 546.355 - hardcourt - 28S/16Q/16D | Andrej Roebljov                  | Lloyd Harris                       | 6-3, 6-0                | Details |
| 13 januari            | Adelaide International Adelaide, Australië ATP Tour 250 $ 546.355 - hardcourt - 28S/16Q/16D | Máximo González Fabrice Martin   | Ivan Dodig Filip Polášek           | 7-6(12), 6-3            | Details |
| 13 januari            | ASB Classic Auckland, Nieuw-Zeeland ATP Tour 250 $ 546.355 - hardcourt - 28S/16Q/16D        | Ugo Humbert                      | Benoît Paire                       | 7-6(2), 3-6, 7-6(5)     | Details |
| 13 januari            | ASB Classic Auckland, Nieuw-Zeeland ATP Tour 250 $ 546.355 - hardcourt - 28S/16Q/16D        | Luke Bambridge Ben McLachlan     | Marcus Daniell Philipp Oswald      | 7-6(3), 6-3             | Details |
| 20 januari 27 januari | Australian Open Melbourne, Australië Grand Slam AU$35.500.000 - hardcourt 128S/128Q/64D/32X | Novak Djokovic                   | Dominic Thiem                      | 6-4, 4-6, 2-6, 6-3, 6-4 | Details |
| 20 januari 27 januari | Australian Open Melbourne, Australië Grand Slam AU$35.500.000 - hardcourt 128S/128Q/64D/32X | Rajeev Ram Joe Salisbury         | Max Purcell Luke Saville           | 6-4, 6-2                | Details |
| 20 januari 27 januari | Australian Open Melbourne, Australië Grand Slam AU$35.500.000 - hardcourt 128S/128Q/64D/32X | Barbora Krejčíková Nikola Mektić | Bethanie Mattek-Sands Jamie Murray | 5-7, 6-4, [10-1]        | Details |

### Februari
| Toernooistart | Toernooi | Winnaar(s)                                          | Finalist(en)                              | Uitslag finale         | Details |
| ------------- | --- | --------------------------------------------------- | ----------------------------------------- | ---------------------- | ------- |
| 3 februari    | Tata Open Maharashtra Pune, India ATP Tour 250 $ 546.355 - hardcourt - 28S/12Q/16D                                          | Jiří Veselý                                         | Egor Gerasimov                            | 7-6(2), 5-7, 6-3       | Details |
| 3 februari    | Tata Open Maharashtra Pune, India ATP Tour 250 $ 546.355 - hardcourt - 28S/12Q/16D                                          | André Göransson Christopher Rungkat                 | Jonathan Erlich Andrei Vasilevski         | 6-2, 3-6, [10-8]       | Details |
| 3 februari    | Open Sud de France Montpellier, Frankrijk ATP Tour 250 € 542.695 - hardcourt (i) - 28S/16Q/16D                              | Gaël Monfils                                        | Vasek Pospisil                            | 7-5, 6-3               | Details |
| 3 februari    | Open Sud de France Montpellier, Frankrijk ATP Tour 250 € 542.695 - hardcourt (i) - 28S/16Q/16D                              | Nikola Čačić Mate Pavić                             | Dominic Inglot Aisam-ul-Haq Qureshi       | 6-4, 6-7(4), [10-4]    | Details |
| 3 februari    | Córdoba Open Córdoba, Argentinië ATP Tour 250 $ 546.355 - gravel - 28S/12Q/16D                                              | Christian Garín                                     | Diego Schwartzman                         | 2-6, 6-4, 6-0          | Details |
| 3 februari    | Córdoba Open Córdoba, Argentinië ATP Tour 250 $ 546.355 - gravel - 28S/12Q/16D                                              | Marcelo Demoliner Matwé Middelkoop                  | Leonardo Mayer Andrés Molteni             | 6-3, 7-6(4)            | Details |
| 10 februari   | ABN AMRO Tennis Tournament Rotterdam, Nederland ATP Tour 500 € 2.013.855 - hardcourt (i) - 32S/15Q/16D                      | Gaël Monfils                                        | Félix Auger-Aliassime                     | 6-2, 6-4               | Details |
| 10 februari   | ABN AMRO Tennis Tournament Rotterdam, Nederland ATP Tour 500 € 2.013.855 - hardcourt (i) - 32S/15Q/16D                      | Pierre-Hugues Herbert Nicolas Mahut                 | Henri Kontinen Jan-Lennard Struff         | 7-6(5), 4-6, [10-7]    | Details |
| 10 februari   | New York Open Uniondale, Verenigde Staten ATP Tour 250 $ 719.320 - hardcourt (i) - 28S/16Q/16D                              | Kyle Edmund                                         | Andreas Seppi                             | 7-5, 6-1               | Details |
| 10 februari   | New York Open Uniondale, Verenigde Staten ATP Tour 250 $ 719.320 - hardcourt (i) - 28S/16Q/16D                              | Dominic Inglot Aisam-ul-Haq Qureshi                 | Steve Johnson Reilly Opelka               | 7-6(5), 7-6(6)         | Details |
| 10 februari   | Argentina Open Buenos Aires, Argentinië ATP Tour 250 $ 611.420 - gravel - 28S/16Q/16D                                       | Casper Ruud                                         | Pedro Sousa                               | 6-1, 6-4               | Details |
| 10 februari   | Argentina Open Buenos Aires, Argentinië ATP Tour 250 $ 611.420 - gravel - 28S/16Q/16D                                       | Marcel Granollers Horacio Zeballos                  | Guillermo Durán Juan Ignacio Londero      | 6-4, 5-7, [18-16]      | Details |
| 17 februari   | Rio Open presented by Claro Rio de Janeiro, Brazilië ATP Tour 500 $ 1.759.905 - gravel - 32S/16Q/16D                        | Christian Garín                                     | Gianluca Mager                            | 7-6(3), 7-5            | Details |
| 17 februari   | Rio Open presented by Claro Rio de Janeiro, Brazilië ATP Tour 500 $ 1.759.905 - gravel - 32S/16Q/16D                        | Marcel Granollers Horacio Zeballos                  | Salvatore Caruso Federico Gaio            | 6-4, 5-7, [10-7]       | Details |
| 17 februari   | Delray Beach Open Delray Beach, Verenigde Staten ATP Tour 250 $ 602.935 - hardcourt - 32S/16Q/16D                           | Reilly Opelka                                       | Yoshihito Nishioka                        | 7-5, 6-7(4), 6-2       | Details |
| 17 februari   | Delray Beach Open Delray Beach, Verenigde Staten ATP Tour 250 $ 602.935 - hardcourt - 32S/16Q/16D                           | Bob Bryan Mike Bryan                                | Luke Bambridge Ben McLachlan              | 3-6, 7-5, [10-5]       | Details |
| 17 februari   | Open 13 Provence Marseille, Frankrijk ATP Tour 250 € 691.880 - hardcourt (i) - 28S/16Q/16D                                  | Stéfanos Tsitsipás                                  | Félix Auger-Aliassime                     | 6-3, 6-4               | Details |
| 17 februari   | Open 13 Provence Marseille, Frankrijk ATP Tour 250 € 691.880 - hardcourt (i) - 28S/16Q/16D                                  | Nicolas Mahut Vasek Pospisil                        | Wesley Koolhof Nikola Mektić              | 6-3, 6-4               | Details |
| 25 februari   | Dubai Duty Free Tennis Championships Dubai, Verenigde Arabische Emiraten ATP Tour 500 $ 2.794.840 - hardcourt - 32S/16Q/16D | Novak Djokovic                                      | Stéfanos Tsitsipás                        | 6-3, 6-4               | Details |
| 25 februari   | Dubai Duty Free Tennis Championships Dubai, Verenigde Arabische Emiraten ATP Tour 500 $ 2.794.840 - hardcourt - 32S/16Q/16D | John Peers Michael Venus                            | Raven Klaasen Oliver Marach               | 6-3, 6-2               | Details |
| 25 februari   | Chile Open Santiago, Chili ATP Tour 250 $ 604.010 - gravel - 28S/16Q/16D                                                    | Thiago Seyboth Wild                                 | Casper Ruud                               | 7-5, 4-6, 6-3          | Details |
| 25 februari   | Chile Open Santiago, Chili ATP Tour 250 $ 604.010 - gravel - 28S/16Q/16D                                                    | Roberto Carballés Baena Alejandro Davidovich Fokina | Marcelo Arévalo Jonny O'Mara              | 7-6(3), 6-1            | Details |
| 25 februari   | Abierto Mexicano Telcel Acapulco, Mexico ATP Tour 500 $ 1.845.265 - hardcourt - 32S/16Q/16D                                 | Rafael Nadal                                        | Taylor Fritz                              | 6-3, 6-2               | Details |
| 25 februari   | Abierto Mexicano Telcel Acapulco, Mexico ATP Tour 500 $ 1.845.265 - hardcourt - 32S/16Q/16D                                 | Łukasz Kubot Marcelo Melo                           | Juan Sebastián Cabal Robert Farah Maksoud | 7-6(6), 6-7(4), [11-9] | Details |

### Maart
| Toernooistart     | Toernooi | Winnaar(s) | Finalist(en)                    | Uitslag finale                  | Details                         |
| ----------------- | --- | --- | ------------------------------- | ------------------------------- | ------------------------------- |
| 2 maart           | Davis Cup (kwalificatieronde)                                                                                    | Kroatië 3-1 India Hongarije 3-2 België Colombia 3-1 Argentinië Verenigde Staten 4-0 Oezbekistan Australië 3-1 Brazilië Italië 4-0 Zuid-Korea Duitsland 4-1 Wit-Rusland Kazachstan 3-1 Nederland Tsjechië 3-1 Slowakije Oostenrijk 3-1 Uruguay Ecuador 3-0 Japan Zweden 3-1 Chili |                                 |                                 | Details                         |
| 9 maart 16 maart  | BNP Paribas Open Indian Wells, Verenigde Staten ATP Tour Masters 1000 $ 8.761.725 - hardcourt - 96S/48Q/32D      | Afgelast wegens het coronavirus | Afgelast wegens het coronavirus | Afgelast wegens het coronavirus | Afgelast wegens het coronavirus |
| 23 maart 30 maart | Miami Open presented by Itaú Miami, Verenigde Staten ATP Tour Masters 1000 $ 8.761.725 - hardcourt - 96S/48Q/32D | Afgelast wegens het coronavirus | Afgelast wegens het coronavirus | Afgelast wegens het coronavirus | Afgelast wegens het coronavirus |

### April
| Toernooistart | Toernooi                                                                                                 | Winnaar(s)                      | Finalist(en)                    | Uitslag finale                  | Details                         |
| ------------- | --- | ------------------------------- | ------------------------------- | ------------------------------- | ------------------------------- |
| 6 april       | Grand Prix Hassan II Marrakesh, Marokko ATP Tour 250 € 604.010 - gravel - 32S/16Q/16D                    | Afgelast wegens het coronavirus | Afgelast wegens het coronavirus | Afgelast wegens het coronavirus | Afgelast wegens het coronavirus |
| 6 april       | US Men's Clay Court Championship Houston, Verenigde Staten ATP Tour 250 $ 604.010 - gravel - 28S/16Q/16D | Afgelast wegens het coronavirus | Afgelast wegens het coronavirus | Afgelast wegens het coronavirus | Afgelast wegens het coronavirus |
| 13 april      | Monte-Carlo Masters Monte Carlo, Monaco ATP Tour Masters 1000 € 5.433.555 - gravel - 56S/28Q/32D         | Afgelast wegens het coronavirus | Afgelast wegens het coronavirus | Afgelast wegens het coronavirus | Afgelast wegens het coronavirus |
| 20 april      | Barcelona Open Banc Sabadell Barcelona, Spanje ATP Tour 500 € 2.661.825 - gravel - 48S/24Q/16D           | Afgelast wegens het coronavirus | Afgelast wegens het coronavirus | Afgelast wegens het coronavirus | Afgelast wegens het coronavirus |
| 20 april      | Hungarian Open Boedapest, Hongarije ATP Tour 250 € 542.695 - gravel - 28S/16Q/16D                        | Afgelast wegens het coronavirus | Afgelast wegens het coronavirus | Afgelast wegens het coronavirus | Afgelast wegens het coronavirus |
| 27 april      | BMW Open by FWU München, Duitsland ATP Tour 250 € 542.695 - gravel - 28S/16Q/16D                         | Afgelast wegens het coronavirus | Afgelast wegens het coronavirus | Afgelast wegens het coronavirus | Afgelast wegens het coronavirus |
| 27 april      | Millennium Estoril Open Estoril, Portugal ATP Tour 250 € 542.695 - gravel - 28S/16Q/16D                  | Afgelast wegens het coronavirus | Afgelast wegens het coronavirus | Afgelast wegens het coronavirus | Afgelast wegens het coronavirus |

### Mei
| Toernooistart | Toernooi                                                                                          | Winnaar(s)                                         | Finalist(en)                                       | Uitslag finale                                     | Details                                            |
| ------------- | ------------------------------------------------------------------------------------------------- | -------------------------------------------------- | -------------------------------------------------- | -------------------------------------------------- | -------------------------------------------------- |
| 4 mei         | Mutua Madrid Open Madrid, Spanje ATP Tour Masters 1000 € 6.729.095 - gravel - 56S/28Q/32D         | Afgelast wegens het coronavirus                    | Afgelast wegens het coronavirus                    | Afgelast wegens het coronavirus                    | Afgelast wegens het coronavirus                    |
| 11 mei        | Internazionali BNL d'Italia Rome, Italië ATP Tour Masters 1000 € 5.433.555 - gravel - 56S/28Q/32D | Uitgesteld tot 21 september wegens het coronavirus | Uitgesteld tot 21 september wegens het coronavirus | Uitgesteld tot 21 september wegens het coronavirus | Uitgesteld tot 21 september wegens het coronavirus |
| 18 mei        | Open Parc Auvergne-Rhône-Alpes Lyon Lyon, Frankrijk ATP Tour 250 € 542.695 - gravel - 28S/16Q/16D | Afgelast wegens het coronavirus                    | Afgelast wegens het coronavirus                    | Afgelast wegens het coronavirus                    | Afgelast wegens het coronavirus                    |
| 18 mei        | Banque Eric Sturdza Geneva Open Genève, Zwitserland ATP Tour 250 € 542.695 - gravel - 28S/16Q/16D | Afgelast wegens het coronavirus                    | Afgelast wegens het coronavirus                    | Afgelast wegens het coronavirus                    | Afgelast wegens het coronavirus                    |
| 25 mei 1 juni | Roland Garros Parijs, Frankrijk Grand Slam € - gravel 128S/128Q/64D/32X                           | Uitgesteld tot 27 september wegens het coronavirus | Uitgesteld tot 27 september wegens het coronavirus | Uitgesteld tot 27 september wegens het coronavirus | Uitgesteld tot 27 september wegens het coronavirus |

### Juni
| Toernooistart  | Toernooi                                                                                                | Winnaar(s)                      | Finalist(en)                    | Uitslag finale                  | Details                         |
| -------------- | --- | ------------------------------- | ------------------------------- | ------------------------------- | ------------------------------- |
| 8 juni         | Libema Open Rosmalen, Nederland ATP Tour 250 € 658.000 - gras - 28S/16Q/16D                             | Afgelast wegens het coronavirus | Afgelast wegens het coronavirus | Afgelast wegens het coronavirus | Afgelast wegens het coronavirus |
| 8 juni         | Mercedes Cup Stuttgart, Duitsland ATP Tour 250 € 702.780 - gras - 28S/16Q/16D                           | Afgelast wegens het coronavirus | Afgelast wegens het coronavirus | Afgelast wegens het coronavirus | Afgelast wegens het coronavirus |
| 15 juni        | Grass Court Open Halle Halle, Duitsland ATP Tour 500 € 2.134.520 - gras - 32S/16Q/16D                   | Afgelast wegens het coronavirus | Afgelast wegens het coronavirus | Afgelast wegens het coronavirus | Afgelast wegens het coronavirus |
| 15 juni        | Fever-Tree Championships Londen, Verenigd Koninkrijk ATP Tour 500 € 2.134.520 - gras - 32S/16Q/16D      | Afgelast wegens het coronavirus | Afgelast wegens het coronavirus | Afgelast wegens het coronavirus | Afgelast wegens het coronavirus |
| 22 juni        | Nature Valley International Eastbourne, Verenigd Koninkrijk ATP Tour 250 € 708.025 - gras - 28S/16Q/16D | Afgelast wegens het coronavirus | Afgelast wegens het coronavirus | Afgelast wegens het coronavirus | Afgelast wegens het coronavirus |
| 22 juni        | Mallorca Open Mallorca, Spanje ATP Tour 250 € 900.000 - gras - 28S/16Q/16D                              | Afgelast wegens het coronavirus | Afgelast wegens het coronavirus | Afgelast wegens het coronavirus | Afgelast wegens het coronavirus |
| 29 juni 6 juli | Wimbledon Londen, Verenigd Koninkrijk Grand Slam £ - gras 128S/128Q/64D/16Q/48X                         | Afgelast wegens het coronavirus | Afgelast wegens het coronavirus | Afgelast wegens het coronavirus | Afgelast wegens het coronavirus |

### Juli
| Toernooistart | Toernooi | Winnaar(s)                                         | Finalist(en)                                       | Uitslag finale                                     | Details                                            |
| ------------- | --- | -------------------------------------------------- | -------------------------------------------------- | -------------------------------------------------- | -------------------------------------------------- |
| 13 juli       | Hamburg Open Hamburg, Duitsland ATP Tour 500 € 1.062.520 - gravel - 32S/16Q/16D                                                   | Uitgesteld tot 21 september wegens het coronavirus | Uitgesteld tot 21 september wegens het coronavirus | Uitgesteld tot 21 september wegens het coronavirus | Uitgesteld tot 21 september wegens het coronavirus |
| 13 juli       | Hall of Fame Tennis Championships Newport, Verenigde Staten ATP Tour 250 $ 604.010 - gras - 28S/16Q/16D                           | Afgelast wegens het coronavirus                    | Afgelast wegens het coronavirus                    | Afgelast wegens het coronavirus                    | Afgelast wegens het coronavirus                    |
| 13 juli       | Swedish Open Båstad, Zweden ATP Tour 250 € 542.695 - gravel - 28S/16Q/16D                                                         | Afgelast wegens het coronavirus                    | Afgelast wegens het coronavirus                    | Afgelast wegens het coronavirus                    | Afgelast wegens het coronavirus                    |
| 20 juli       | Plava Laguna Croatia Open Umag Umag, Kroatië ATP Tour 250 € 542.695 - gravel - 28S/16Q/16D                                        | Afgelast wegens het coronavirus                    | Afgelast wegens het coronavirus                    | Afgelast wegens het coronavirus                    | Afgelast wegens het coronavirus                    |
| 20 juli       | J. Safra Sarasin Swiss Open Gstaad Gstaad, Zwitserland ATP Tour 250 € 542.695 - gravel - 28S/16Q/16D                              | Afgelast wegens het coronavirus                    | Afgelast wegens het coronavirus                    | Afgelast wegens het coronavirus                    | Afgelast wegens het coronavirus                    |
| 20 juli       | Abierto de Tenis Mifel presentado por Cinemex Cabo San Lucas (Los Cabos), Mexico ATP Tour 250 $ 834,630 - hardcourt - 28S/15Q/16D | Afgelast wegens het coronavirus                    | Afgelast wegens het coronavirus                    | Afgelast wegens het coronavirus                    | Afgelast wegens het coronavirus                    |
| 25 juli       | Olympische Spelen 2020 Tokio, Japan Olympische Spelen Hardcourt - 64S/32D/16X                                                     | Uitgesteld tot 2021 wegens het coronavirus         | Uitgesteld tot 2021 wegens het coronavirus         | Uitgesteld tot 2021 wegens het coronavirus         | Details                                            |
| 25 juli       | Generali Open Kitzbühel, Oostenrijk ATP Tour 250 € 542.695 - gravel - 28S/16Q/16D                                                 | Uitgesteld tot 7 september wegens het coronavirus  | Uitgesteld tot 7 september wegens het coronavirus  | Uitgesteld tot 7 september wegens het coronavirus  | Uitgesteld tot 7 september wegens het coronavirus  |
| 25 juli       | BB&T Atlanta Open Atlanta, Verenigde Staten ATP Tour 250 $ 719.320 - hardcourt - 28S/16Q/16D                                      | Afgelast wegens het coronavirus                    | Afgelast wegens het coronavirus                    | Afgelast wegens het coronavirus                    | Afgelast wegens het coronavirus                    |

### Augustus
| Toernooistart           | Toernooi | Winnaar(s)                         | Finalist(en)                    | Uitslag finale                  | Details                         |
| ----------------------- | --- | ---------------------------------- | ------------------------------- | ------------------------------- | ------------------------------- |
| 10 augustus             | Coupe Rogers Toronto, Canada ATP Tour Masters 1000 $ 5.951.605 - hardcourt - 56S/28Q/32D                          | Afgelast wegens het coronavirus    | Afgelast wegens het coronavirus | Afgelast wegens het coronavirus | Afgelast wegens het coronavirus |
| 10 augustus             | Citi Open Washington, Verenigde Staten ATP Tour 500 $ 1.953.285 - hardcourt - 48S/20Q/16D                         | Afgelast wegens het coronavirus    | Afgelast wegens het coronavirus | Afgelast wegens het coronavirus | Afgelast wegens het coronavirus |
| 17 augustus             | Western & Southern Open Cincinnati, Verenigde Staten* ATP Tour Masters 1000 $ 4.222.190 - hardcourt - 56S/28Q/32D | Novak Djokovic                     | Milos Raonic                    | 1-6, 6-3, 6-4                   | Details                         |
| 17 augustus             | Western & Southern Open Cincinnati, Verenigde Staten* ATP Tour Masters 1000 $ 4.222.190 - hardcourt - 56S/28Q/32D | Pablo Carreño Busta Alex de Minaur | Jamie Murray Neal Skupski       | 6-2, 7-5                        | Details                         |
| 24 augustus             | Winston-Salem Open Winston-Salem, Verenigde Staten ATP Tour 250 $ 743.085 - hardcourt - 48S/16Q/16D               | Afgelast wegens het coronavirus    | Afgelast wegens het coronavirus | Afgelast wegens het coronavirus | Afgelast wegens het coronavirus |
| 31 augustus 7 september | US Open New York, Verenigde Staten Grand Slam $ 53.402.000 - hardcourt 128S/32D                                   | Dominic Thiem                      | Alexander Zverev                | 2-6, 4-6, 6-4, 6-3, 7-6(6)      | Details                         |
| 31 augustus 7 september | US Open New York, Verenigde Staten Grand Slam $ 53.402.000 - hardcourt 128S/32D                                   | Mate Pavić Bruno Soares            | Wesley Koolhof Nikola Mektić    | 7-5, 6-3                        | Details                         |

* Officieel vindt het toernooi plaats in Cincinnati, maar wegens de coronapandemie is het toernooi verplaatst naar Flushing Meadows in New York.

### September
| Toernooistart | Toernooi                                                                                            | Winnaar(s)                                       | Finalist(en)                                     | Uitslag finale                                   | Details                                          |
| ------------- | --------------------------------------------------------------------------------------------------- | ------------------------------------------------ | ------------------------------------------------ | ------------------------------------------------ | ------------------------------------------------ |
| 7 september   | Generali Open Kitzbühel, Oostenrijk ATP Tour 250 € 542.695 - gravel - 28S/24Q/16D                   | Miomir Kecmanović                                | Yannick Hanfmann                                 | 6-4, 6-4                                         | Details                                          |
| 7 september   | Generali Open Kitzbühel, Oostenrijk ATP Tour 250 € 542.695 - gravel - 28S/24Q/16D                   | Austin Krajicek Franko Škugor                    | Marcel Granollers Horacio Zeballos               | 7-6(5), 7-5                                      | Details                                          |
| 14 september  | Internazionali BNL d'Italia Rome, Italië ATP Tour Masters 1000 € 3.465.045 - gravel - 56S/64Q/32D   | Novak Djokovic                                   | Diego Schwartzman                                | 7-5, 6-3                                         | Details                                          |
| 14 september  | Internazionali BNL d'Italia Rome, Italië ATP Tour Masters 1000 € 3.465.045 - gravel - 56S/64Q/32D   | Marcel Granollers Horacio Zeballos               | Jérémy Chardy Fabrice Martin                     | 6-4, 5-7, [10-8]                                 | Details                                          |
| 14 september  | Davis Cup (regionale groepen I, II)                                                                 | Uitgesteld tot 2021 wegens het coronavirus       | Uitgesteld tot 2021 wegens het coronavirus       | Uitgesteld tot 2021 wegens het coronavirus       | Uitgesteld tot 2021 wegens het coronavirus       |
| 21 september  | Hamburg Open Hamburg, Duitsland ATP Tour 500 € 1.062.520 - gravel - 32S/16Q/16D                     | Andrej Roebljov                                  | Stéfanos Tsitsipás                               | 6-4, 3-6, 7-5                                    | Details                                          |
| 21 september  | Hamburg Open Hamburg, Duitsland ATP Tour 500 € 1.062.520 - gravel - 32S/16Q/16D                     | John Peers Michael Venus                         | Ivan Dodig Mate Pavić                            | 6-3, 6-4                                         | Details                                          |
| 21 september  | St. Petersburg Open Sint-Petersburg, Rusland ATP Tour 500 $ 1.243.790 - hardcourt (i) - 32S/16Q/16D | Uitgesteld tot 12 oktober wegens het coronavirus | Uitgesteld tot 12 oktober wegens het coronavirus | Uitgesteld tot 12 oktober wegens het coronavirus | Uitgesteld tot 12 oktober wegens het coronavirus |
| 21 september  | Moselle Open Metz, Frankrijk ATP Tour 250 € 606.350 - hardcourt (i) - 28S/16Q/16D                   | Afgelast wegens het coronavirus                  | Afgelast wegens het coronavirus                  | Afgelast wegens het coronavirus                  | Afgelast wegens het coronavirus                  |
| 21 september  | Laver Cup Boston, Verenigde Staten Continententoernooi hardcourt (i) - 2 teams                      | Uitgesteld tot 2021 wegens het coronavirus       | Uitgesteld tot 2021 wegens het coronavirus       | Uitgesteld tot 2021 wegens het coronavirus       | Uitgesteld tot 2021 wegens het coronavirus       |
| 28 september  | Roland Garros Parijs, Frankrijk Grand Slam € 38.000.000 - gravel 128S/128Q/64D/32X                  | Rafael Nadal                                     | Novak Djokovic                                   | 6-0, 6-2, 7-5                                    | Details                                          |
| 28 september  | Roland Garros Parijs, Frankrijk Grand Slam € 38.000.000 - gravel 128S/128Q/64D/32X                  | Kevin Krawietz Andreas Mies                      | Mate Pavić Bruno Soares                          | 6-3, 7-5                                         | Details                                          |
| 28 september  | Chengdu Open Chengdu, China ATP Tour 250 $ 1.255.180 - hardcourt - 28S/16Q/16D                      | Afgelast wegens het coronavirus                  | Afgelast wegens het coronavirus                  | Afgelast wegens het coronavirus                  | Afgelast wegens het coronavirus                  |
| 28 september  | Zhuhai Open Zhuhai, China ATP Tour 250 $ 1.034.655 - hardcourt - 28S/16Q/16D                        | Afgelast wegens het coronavirus                  | Afgelast wegens het coronavirus                  | Afgelast wegens het coronavirus                  | Afgelast wegens het coronavirus                  |
| 28 september  | Sofia Open Sofia, Bulgarije ATP Tour 250 € 606.350 - hardcourt (i) - 28S/16Q/16D                    | Uitgesteld tot 9 november wegens het coronavirus | Uitgesteld tot 9 november wegens het coronavirus | Uitgesteld tot 9 november wegens het coronavirus | Uitgesteld tot 9 november wegens het coronavirus |

### Oktober
| Toernooistart | Toernooi                                                                                            | Winnaar(s)                           | Finalist(en)                              | Uitslag finale                  | Details                         |
| ------------- | --------------------------------------------------------------------------------------------------- | ------------------------------------ | ----------------------------------------- | ------------------------------- | ------------------------------- |
| 5 oktober     | China Open Peking, China ATP Tour 500 $ 3.728.800 - hardcourt - 32S/16Q/16D                         | Afgelast wegens het coronavirus      | Afgelast wegens het coronavirus           | Afgelast wegens het coronavirus | Afgelast wegens het coronavirus |
| 5 oktober     | Rakuten Japan Open Tokio, Japan ATP Tour 500 $ 2.108.865 - hardcourt - 32S/16Q/16D                  | Afgelast wegens het coronavirus      | Afgelast wegens het coronavirus           | Afgelast wegens het coronavirus | Afgelast wegens het coronavirus |
| 12 oktober    | Shanghai Rolex Masters Shanghai, China ATP Tour Masters 1000 $ 8.741.630 - hardcourt - 56S/28Q/32D  | Afgelast wegens het coronavirus      | Afgelast wegens het coronavirus           | Afgelast wegens het coronavirus | Afgelast wegens het coronavirus |
| 12 oktober    | St. Petersburg Open Sint-Petersburg, Rusland ATP Tour 500 $ 1.243.790 - hardcourt (i) - 32S/16Q/16D | Andrej Roebljov                      | Borna Ćorić                               | 7-6(5), 6-4                     | Details                         |
| 12 oktober    | St. Petersburg Open Sint-Petersburg, Rusland ATP Tour 500 $ 1.243.790 - hardcourt (i) - 32S/16Q/16D | Jürgen Melzer Édouard Roger-Vasselin | Marcelo Demoliner Matwé Middelkoop        | 6-2, 7-6(4)                     | Details                         |
| 12 oktober    | Bett1Hulks Indoors Keulen, Duitsland ATP Tour 250 € 325.610 - hardcourt (i) - 28S/16Q/16D           | Alexander Zverev                     | Félix Auger-Aliassime                     | 6-3, 6-3                        | Details                         |
| 12 oktober    | Bett1Hulks Indoors Keulen, Duitsland ATP Tour 250 € 325.610 - hardcourt (i) - 28S/16Q/16D           | Pierre-Hugues Herbert Nicolas Mahut  | Łukasz Kubot Marcelo Melo                 | 6-4, 6-4                        | Details                         |
| 12 oktober    | Forte Village Sardegna Open Cagliari, Italië ATP Tour 250 € 271.345 - gravel - 28S/16Q/16D          | Laslo Djere                          | Marco Cecchinato                          | 7-6(3), 7-5                     | Details                         |
| 12 oktober    | Forte Village Sardegna Open Cagliari, Italië ATP Tour 250 € 271.345 - gravel - 28S/16Q/16D          | Marcus Daniell Philipp Oswald        | Juan Sebastián Cabal Robert Farah Maksoud | 6-3, 6-4                        | Details                         |
| 19 oktober    | VTB Kremlin Cup Moskou, Rusland ATP Tour 250 $ 954.395 - hardcourt (i) - 28S/16Q/16D                | Afgelast wegens het coronavirus      | Afgelast wegens het coronavirus           | Afgelast wegens het coronavirus | Afgelast wegens het coronavirus |
| 19 oktober    | Intrum Stockholm Open Stockholm, Zweden ATP Tour 250 € 735.740 - hardcourt (i) - 28S/16Q/16D        | Afgelast wegens het coronavirus      | Afgelast wegens het coronavirus           | Afgelast wegens het coronavirus | Afgelast wegens het coronavirus |
| 19 oktober    | European Open Antwerpen, België ATP Tour 250 € 394.800 - hardcourt (i) - 28S/16Q/16D                | Ugo Humbert                          | Alex de Minaur                            | 6-1, 7-6(4)                     | Details                         |
| 19 oktober    | European Open Antwerpen, België ATP Tour 250 € 394.800 - hardcourt (i) - 28S/16Q/16D                | John Peers Michael Venus             | Rohan Bopanna Matwé Middelkoop            | 6-3, 6-4                        | Details                         |
| 19 oktober    | Bett1Hulks Championships Keulen, Duitsland ATP Tour 250 € 271.345 - hardcourt (i) - 28S/16Q/16D     | Alexander Zverev                     | Diego Schwartzman                         | 6-2, 6-1                        | Details                         |
| 19 oktober    | Bett1Hulks Championships Keulen, Duitsland ATP Tour 250 € 271.345 - hardcourt (i) - 28S/16Q/16D     | Raven Klaasen Ben McLachlan          | Kevin Krawietz Andreas Mies               | 6-2, 6-4                        | Details                         |
| 26 oktober    | Erste Bank Open 500 Wenen, Oostenrijk ATP Tour 500 € 1.409.510 - hardcourt (i) - 32S/15Q/16D        | Andrej Roebljov                      | Lorenzo Sonego                            | 6-4, 6-4                        | Details                         |
| 26 oktober    | Erste Bank Open 500 Wenen, Oostenrijk ATP Tour 500 € 1.409.510 - hardcourt (i) - 32S/15Q/16D        | Łukasz Kubot Marcelo Melo            | Jamie Murray Neal Skupski                 | 7-6(5), 7-5                     | Details                         |
| 26 oktober    | Swiss Indoors Basel Bazel, Zwitserland ATP Tour 500 € 2.276.790 - hardcourt (i) - 32S/16Q/16D       | Afgelast wegens het coronavirus      | Afgelast wegens het coronavirus           | Afgelast wegens het coronavirus | Afgelast wegens het coronavirus |
| 26 oktober    | Astana Open Nur-Sultan, Kazachstan ATP Tour 250 $ 273.345 - hardcourt (i) - 28S/16Q/16D             | John Millman                         | Adrian Mannarino                          | 7-5, 6-1                        | Details                         |
| 26 oktober    | Astana Open Nur-Sultan, Kazachstan ATP Tour 250 $ 273.345 - hardcourt (i) - 28S/16Q/16D             | Sander Gillé Joran Vliegen           | Max Purcell Luke Saville                  | 7-5, 6-3                        | Details                         |

### November
| Toernooistart | Toernooi                                                                                              | Winnaar(s)                                  | Finalist(en)                                | Uitslag finale                              | Details                         |
| ------------- | --- | ------------------------------------------- | ------------------------------------------- | ------------------------------------------- | ------------------------------- |
| 2 november    | Rolex Paris Masters Parijs, Frankrijk ATP Tour Masters 1000 € 3.901.015 - hardcourt (i) - 56S/28Q/24D | Daniil Medvedev                             | Alexander Zverev                            | 5-7, 6-4, 6-1                               | Details                         |
| 2 november    | Rolex Paris Masters Parijs, Frankrijk ATP Tour Masters 1000 € 3.901.015 - hardcourt (i) - 56S/28Q/24D | Félix Auger-Aliassime Hubert Hurkacz        | Mate Pavić Bruno Soares                     | 6-7(3), 7-6(7), [10-2]                      | Details                         |
| 9 november    | Next Generation ATP Finals Milaan, Italië Next Generation ATP Finals $ - hardcourt (i) - 8S (RR)      | Afgelast wegens het coronavirus             | Afgelast wegens het coronavirus             | Afgelast wegens het coronavirus             | Afgelast wegens het coronavirus |
| 9 november    | Sofia Open Sofia, Bulgarije ATP Tour 250 € 325.615 - hardcourt (i) - 28S/16Q/16D                      | Jannik Sinner                               | Vasek Pospisil                              | 6-4, 3-6, 7-6(3)                            | Details                         |
| 9 november    | Sofia Open Sofia, Bulgarije ATP Tour 250 € 325.615 - hardcourt (i) - 28S/16Q/16D                      | Jamie Murray Neal Skupski                   | Jürgen Melzer Édouard Roger-Vasselin        | Walk-over                                   | Details                         |
| 15 november   | Nitto ATP Finals Londen, Verenigd Koninkrijk ATP Finals $ 5.700.000 - hardcourt (i) - 8S/8D (RR)      | Daniil Medvedev                             | Dominic Thiem                               | 4-6, 7-6(2), 6-4                            | Details                         |
| 15 november   | Nitto ATP Finals Londen, Verenigd Koninkrijk ATP Finals $ 5.700.000 - hardcourt (i) - 8S/8D (RR)      | Wesley Koolhof Nikola Mektić                | Jürgen Melzer Édouard Roger-Vasselin        | 6-2, 3-6, [10-5]                            | Details                         |
| 23 november   | Davis Cup (finaleronde) Madrid, Spanje hardcourt (i) - 18 teams (RR)                                  | Uitgesteld tot 2021, wegens het coronavirus | Uitgesteld tot 2021, wegens het coronavirus | Uitgesteld tot 2021, wegens het coronavirus | Details                         |
| 30 november   | Geen toernooi                                                                                         | Geen toernooi                               | Geen toernooi                               | Geen toernooi                               | Geen toernooi                   |

### December
Geen toernooien

## Overzicht ondergronden

### Herziene kalender vanwege corona
| Januari                  | Januari | Januari | Januari | Januari | Februari | Februari | Februari | Februari | Maart | Maart | Maart | Maart | April | April | April | April | April | Mei | Mei | Mei | Mei | Juni | Juni | Juni | Juni | Juli | Juli | Juli | Juli | Juli | Augustus | Augustus | Augustus | Augustus | September | September | September | September | Oktober | Oktober | Oktober | Oktober | Oktober | November | November | November | November | December | December | December | December | December |
| ↓ Hardcourt (17 weken) ↓ |         |         |         |         |          |          |          |          |       |       |       |       |       |       |       |       |       |     |     |     |     |      |      |      |      |      |      |      |      |      |          |          |          |          |           |           |           |           |         |         |         |         |         |          |          |          |          |          |          |          |          |          |
|                          |         |         |         |         |          |          |          |          |       |       |       |       |       |       |       |       |       |     |     |     |     |      |      |      |      |      |      |      |      |      |          |          |          |          |           |           |           |           |         |         |         |         |         |          |          |          |          |          |          |          |          |          |
| ↓ Gravel (10 weken) ↓    |         |         |         |         |          |          |          |          |       |       |       |       |       |       |       |       |       |     |     |     |     |      |      |      |      |      |      |      |      |      |          |          |          |          |           |           |           |           |         |         |         |         |         |          |          |          |          |          |          |          |          |          |
|                          |         |         |         |         |          |          |          |          |       |       |       |       |       |       |       |       |       |     |     |     |     |      |      |      |      |      |      |      |      |      |          |          |          |          |           |           |           |           |         |         |         |         |         |          |          |          |          |          |          |          |          |          |
| ↓ Gras (0 weken) ↓       |         |         |         |         |          |          |          |          |       |       |       |       |       |       |       |       |       |     |     |     |     |      |      |      |      |      |      |      |      |      |          |          |          |          |           |           |           |           |         |         |         |         |         |          |          |          |          |          |          |          |          |          |
|                          |         |         |         |         |          |          |          |          |       |       |       |       |       |       |       |       |       |     |     |     |     |      |      |      |      |      |      |      |      |      |          |          |          |          |           |           |           |           |         |         |         |         |         |          |          |          |          |          |          |          |          |          |

|  | = Grandslamtoernooi |  | = Davis Cup (ondergrond bepaald door thuisspelend land) |

## Statistieken toernooien

### Toernooien per ondergrond
| Ondergrond   | Aantal | Buiten/binnen | Aantal |
| ------------ | ------ | ------------- | ------ |
| Hardcourt    | 24     | Buiten        | 11     |
| Hardcourt    | 24     | Binnen        | 13     |
| Gravel       | 9      | Buiten        | 9      |
| Gravel       | 9      | Binnen        | 0      |
| Gras         | 0      | Buiten        | 0      |
| Verschillend | 0      | Verschillend  | 0      |
| Totaal       | 33     |               |        |

### Toernooien per continent
| Continent     | Aantal |
| ------------- | ------ |
| Europa        | 16     |
| Noord-Amerika | 5      |
| Azië          | 4      |
| Oceanië       | 4      |
| Zuid-Amerika  | 4      |
| Afrika        | 0      |
| Verschillend  | 0      |
| Totaal        | 33     |

### Toernooien per land
| Aantal | Land |
| ------ | --- |
| 4      | Frankrijk, Verenigde Staten |
| 3      | Australië, Duitsland |
| 2      | Argentinië, Italië, Oostenrijk |
| 1      | België, Brazilië, Bulgarije, Chili, India, Kazachstan, Mexico, Nederland, Nieuw-Zeeland, Qatar, Rusland, Verenigd Koninkrijk, Verenigde Arabische Emiraten |

### Oorspronkelijke kalender

#### Toernooien per ondergrond
| Ondergrond   | Aantal | Buiten/binnen | Aantal |
| ------------ | ------ | ------------- | ------ |
| Hardcourt    | 40     | Buiten        | 24     |
| Hardcourt    | 40     | Binnen        | 16     |
| Gravel       | 21     | Buiten        | 21     |
| Gravel       | 21     | Binnen        | 0      |
| Gras         | 8      | Buiten        | 8      |
| Verschillend | 1      | Verschillend  | 1      |
| Totaal       | 70     |               |        |

#### Toernooien per continent
| Continent     | Aantal |
| ------------- | ------ |
| Europa        | 36     |
| Noord-Amerika | 15     |
| Azië          | 9      |
| Oceanië       | 4      |
| Zuid-Amerika  | 4      |
| Afrika        | 1      |
| Verschillend  | 1      |
| Totaal        | 70     |

#### Toernooien per land
| Aantal | Land |
| ------ | --- |
| 12     | Verenigde Staten |
| 6      | Frankrijk |
| 4      | Duitsland, China, Verenigd Koninkrijk |
| 3      | Australië, Spanje, Zwitserland |
| 2      | Argentinië, Italië, Japan, Mexico, Nederland, Oostenrijk, Rusland, Zweden                                                                              |
| 1      | België, Brazilië, Bulgarije, Canada, Hongarije, Kroatië, India, Monaco, Marokko, Nieuw-Zeeland, Portugal, Qatar, Uruguay, Verenigde Arabische Emiraten |